# 東神奈川電車区
東神奈川電車区（ひがしかながわでんしゃく）は、東神奈川駅（横浜市神奈川区）付近にあった、東日本旅客鉄道（JR東日本）横浜支社の運転士が所属していた組織である。
かつては車両も配置され、検修業務も行われていたが、1981年に横浜線用の車両配置が蒲田電車区（現在の大田運輸区）に集約されてからは、運転士のみ所属の組織となる。東神奈川駅北東側に留置線（鎌倉車両センター東神奈川派出所）が存在し、横浜線および京浜東北線・根岸線用車両が留置されている。過去には南東側にも検修庫や留置線が存在したが、こちらは1982年11月15日国鉄ダイヤ改正で使用停止となり、その後敷地の一部が京浜東北線南行の線路になるなど大きく変貌している。2016年に電車区自体が廃止された。

## 略号
「南ヒナ」 - 東京南鉄道管理局を意味する「南」と、東神奈川を意味する「ヒナ（ヒカシカナカワ）」から構成される。1969年3月までは東京鉄道管理局の管轄で「東ヒナ」であった。

## 沿革
- 1914年（大正3年）12月20日 - 品川電車庫分庫として開設。
- 1915年（大正4年）12月7日 - 東神奈川電車庫として独立。
- 1945年（昭和20年）5月29日 - 横浜大空襲により被災。
- 1960年代 - 東神奈川電車区を橋本駅付近に移転する計画が国鉄内部で持ち上がる（結局は豊田電車区橋本派出所としての増設という形となる）。
- 1981年（昭和56年）6月1日 - 検修部門を蒲田電車区に分離し、蒲田電車区東神奈川派出所（現在の鎌倉車両センター東神奈川派出所）となる。横浜線用の103系は全て蒲田電車区に転出。
- 2016年（平成28年）3月25日：相模原運輸区と横浜運輸区の新設に伴い、横浜線行路を相模原運輸区に、京浜東北線行路を横浜運輸区に継承するため、この日をもって廃止。

## 過去の配置車両
横浜線で運用される電車が配置されていた。最終配置車両は103系7両編成9本と予備車4両の計67両。
- 40系
- 72系
- 103系